# Melanichneumon honestus
Melanichneumon honestus är en stekelart som först beskrevs av Cresson 1867.  Melanichneumon honestus ingår i släktet Melanichneumon och familjen brokparasitsteklar. Inga underarter finns listade i Catalogue of Life.